# Cerros volcánicos de La Miñosa
Los Cerros volcánicos de La Miñosa es una microrreserva situada en la provincia de Guadalajara, España. Su alto valor ambiental se debe sobre todo a la presencia del endemismo Erodium paularense, el geranio de El Paular, al estar concentrado en este espacio natural el 80% de toda la población mundial de esta especie.

## Localización
La microrreserva Cerros volcánicos de La Miñosa se encuentra en el extremo noroeste de la provincia de Guadalajara, muy cerca de la provincia de Soria. El entorno se reparte entre dos municipios: La Miñosa, de la que adopta su nombre, con una superficie de 88,99 ha. y Miedes de Atienza, con una superficie de 8,05 ha.

## Descripción
Se trata de un conjunto de cerros y barrancos con afloramientos volcánicos de andesitas de la edad pérmica. Destaca por las poblaciones de Erodium paularense. Otras especies presentes son Jasione montana, Leucanthemopsis pallida, Sedum amplexicaule o Fumana procumbens.